# Amália Sterbinszky
Amália Sterbinszky (Hajdúszoboszló, 29 de setembro de 1950 – Copenhaga, 3 de abril de 2025) foi uma handebolista húngara, medalhista olímpica.
Amália Sterbinszky fez parte do elenco medalha de bronze, em Montreal 1976. Foi votada e eleita como melhor jogadora húngara do século XX.

## Morte
Sterbinszky morreu no dia 3 de abril de 2025 aos 74 anos, em Copenhaga, Dinamarca.